# عمر بن دريس
عمر بن دريس هو لاعب كرة قدم مغربي ولد في 25 مارس 1934 في الدار البيضاء.

## روابط خارجية
- عمر بن دريس على موقع قاعدة بيانات كرة القدم.إي يو (الإنجليزية)